# 구천초등학교 (전북)
구천초등학교는 대한민국 전북특별자치도 무주군에 있는 공립 초등학교이다.

## 학교 연혁
- 1934. 04. 16 설천공립보통학교 부설 심곡간이학교 개교
- 1986. 01. 01 벽지학교 지정(라급지)
- 1996. 03. 01 구천초등학교로 교명 개칭
- 2003. 09. 01 교실 신축 및 리모델링
- 2007. 04. 01 전라북도교육청지정 혁신선도학교 운영
- 2009. 11. 04 전라북도교육청지정 방과후학교 시범학교 운영보고
- 2011. 03. 01 전라북도교육청지정 혁신학교 지정 운영(공모형)
- 2013. 09. 01 제32대 안미용 교장 취임
- 2013. 02. 08 제66회 졸업식(총 2,718명)
- 2014. 02. 07 제67회 졸업식(총 2,735명)
- 2015. 02. 10 제68회 졸업식(총 2,751명)

## 참고 자료
- 구천초등학교 - 한국교육학술정보원 학교알리미